# 蒂氏側帶小公魚
蒂氏側帶小公魚（学名：Stolephorus teguhi）為輻鰭魚綱鲱形目鳀科的其中一種，分布於印尼蘇拉威西北部海域，體長可達7.7公分，棲息在沿海，喜群游。

## 擴展閱讀
- 維基物種上的相關：蒂氏側帶小公魚